# Delain
Delain är ett nederländskt symphonic metal-band som bildades 2002 i Zwolle av Within Temptations före detta pianist Martijn Westerholt. Debutalbumet Lucidity gavs ut 2006. Till detta album gästade ett antal stora musiker, delvis inom samma genre. Värda att nämna är bland annat Marco Hietala (från Nightwish), Sharon den Adel (från Within Temptation) och Liv Kristine (från Leaves' Eyes och förut Theatre of Tragedy). Bandets andra album, April Rain, släpptes den 30 mars 2009. På albumet är det bara en låt som innehåller growl, och överlag är soundet ganska poppigt. Bandets tredje skiva, We Are the Others, släpptes 2012, och deras fjärde skiva, The Human Contradiction, släpptes 2014.

## Medlemmar
Nuvarande medlemmar

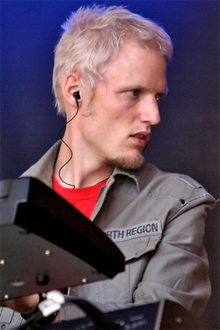
Martijn Westerholt.

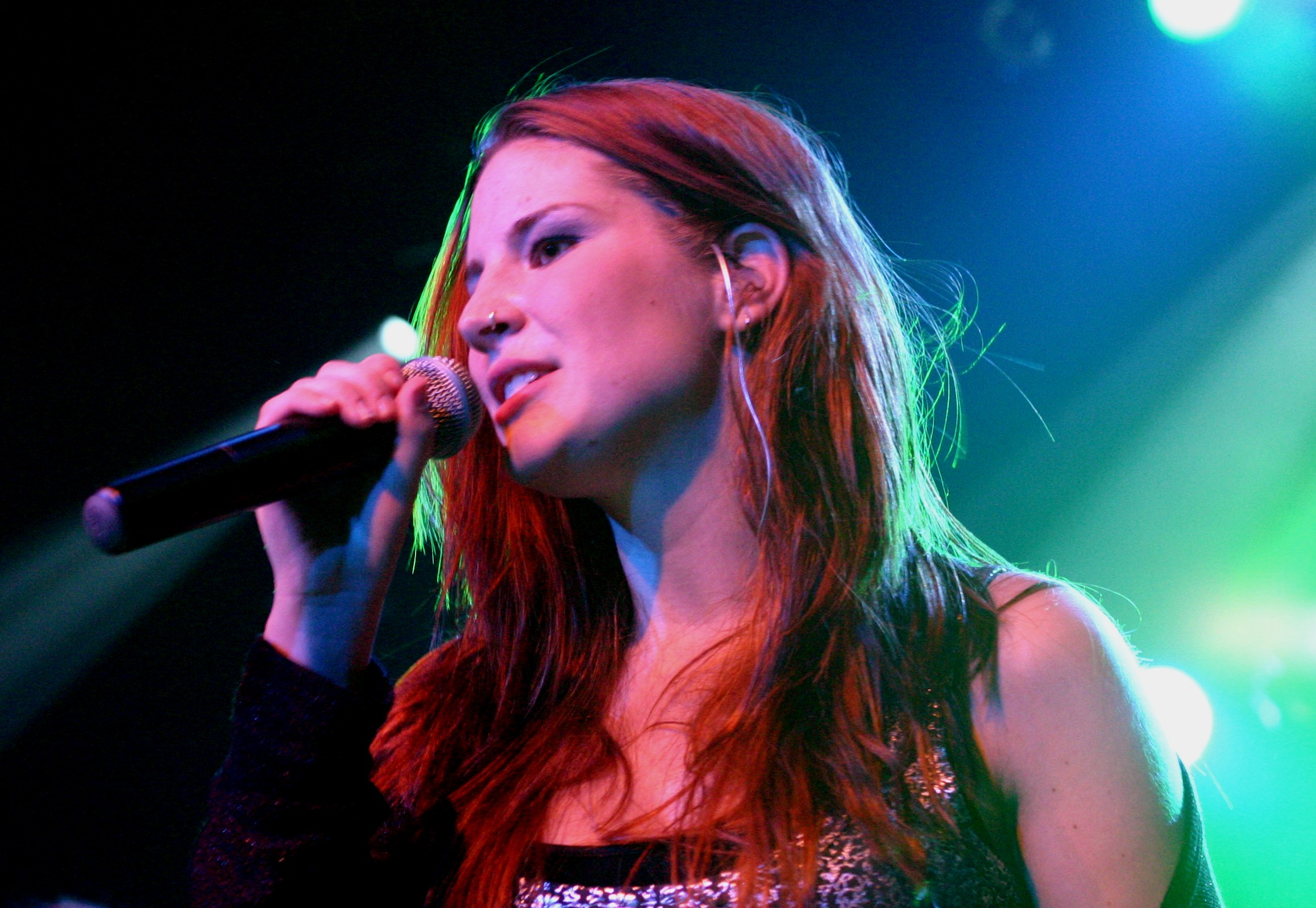
Charlotte Wessels.

- Martijn Westerholt – keyboard (2002– )
- Sander Zoer – trummor (2006–2014, 2021– )
- Ronald Landa – gitarr, bakgrundssång (2006–2009, 2021– )
- Ludovico Cioffi – bas, bakgrundsång, growl (2022– )
- Diana Leah – sång (2022– )

Tidigare medlemmar
- Martijn Willemsen – basgitarr (2002–2005)
- Tim Kuper – trummor (2002–2005)
- Roy van Enkhuyzeni – gitarr (2002–2005)
- Frank van der Meijden – gitarr (2002–2005)
- Anne Invernizzi – sång (2002–2005)
- Rob van der Loo – basgitarr (2006–2009)
- Ray van Lente – gitarr (2006–2007)
- Ewout Pieters – gitarr (2009–2010)
- Ruben Israël – trummor (2014–2017)
- Merel Bechtold – gitarr (2015–2019)
- Charlotte Wessels – sång (2005–21)
- Otto Schimmelpenninck van der Oije – basgitarr (2010–21)
- Timo Somers – sologitarr, bakgrundssång (2010–21)
- Joey de Boer – trummor (2018–21)

Turnerande medlemmar
- Guus Eikens – gitarr (2007)
- Roel Vink – basgitarr (2009)
- Constance Amelane – sång (2009)
- Bas Maas – gitarr (2012–2013)
- Ruben Israël – trummor (2013)
- Merel Bechtold – gitarr (2014–2015)
- Joey de Boer – trummor (2017–2018)
- Marco Hietala – sång (2017)
- Jan Rechberger – trummor (2019)

Gästartister
- Marco Hietala – sång (2006, 2009, 2014), basgitarr (2006)
- Ad Sluijter – gitarr (2006)
- Guus Eikens – gitarr, bakgrundssång (2006, 2009, 2012)
- Ariën van Weesenbeek – trummor (2006)
- Rosan van der Aa – bakgrundssång (2006)
- Jan "Örkki" Yrlund – gitarr (2006)
- Sharon Den Adel – sång (2006)
- George Oosterhoek – sång (growl) (2006, 2009, 2012, 2014)
- Liv Kristine (Liv Kristine Espenæs Krull) – sång (2006)
- Burton C. Bell – sång (2012)
- Alissa White-Gluz – sång (2014)

## Diskografi

### Demo
- 2002 – Amenity

### Studioalbum
- 2006 – Lucidity
- 2009 – April Rain
- 2012 – We Are the Others
- 2014 – The Human Contradiction
- 2016 – Moonbathers
- 2020 – Apocalypse & Chill
- 2023 – Dark Waters

### EP
- 2013 – Interlude
- 2016 – Lunar Prelude
- 2019 – Hunter's Moon

### Singlar
- 2006 – "Frozen"
- 2007 – "See Me in Shadow"
- 2008 – "The Gathering"
- 2009 – "April Rain"
- 2009 – "Smalltown Boy"
- 2009 – "Stay Forever"
- 2010 – "Nothing Left"
- 2012 – "Get the Devil Out of Me"
- 2012 – "We Are the Others"
- 2014 – "Stardust"
- 2016 – "Suckerpunch"
- 2016 – "The Glory and the Scum"
- 2016 – "Fire with Fire"
- 2019 – "Masters Of Destiny"
- 2019 – "Burning Bridges"
- 2019 – "One Second"
- 2022 – "The Quest & The Curse"
- 2022 – "Beneath"
- 2023 – "Moth To A Flame"
- 2023 – "Queen Of Shadow"

## Priser och nomineringar
| År   | Pris                    | Kategori             | Nominerat verk | Resultat  | Notering                   |
| ---- | ----------------------- | -------------------- | -------------- | --------- | -------------------------- |
| 2007 | MTV Europe Music Awards | New Sounds of Europe | Best New Band  | Nominerad | Åkte ur på den elfte dagen |
| 2007 | TMF Awards              | Best Rock            | Best New Band  | Nominerad |                            |